# The Third
The Third (jap. ザ・サード, Za Sādo) ist eine Light-Novel-Reihe von Ryō Hoshino mit Illustrationen von Nao Gotō. Sie wurde auch als Manga und Anime umgesetzt.

## Handlung
Viele Jahre nach einem Krieg, der 80 % der Erdbevölkerung ausgelöscht hat, wird die Erde von einer Gruppe von Wesen namens „The Third“ überwacht. Ihren Namen erhielten sie auf Grund des roten Auges auf ihrer Stirn, welches ihnen ermöglicht, Zugang zu den meisten Computersystemen zu erlangen. Die Geschichte folgt den Abenteuern von Honoka und Bogie.
Honoka reist mit ihrem Wüstenpanzer, gesteuert durch die KI Bogie, durch die Einöde. Sie erfüllt verschiedene Aufträge, wie zum Beispiel die Beseitigung übergroßer Spinnen, um sich ihren Lebensunterhalt zu verdienen. Eines Nachts trifft sie bei ihrer Reise einen seltsamen Mann, der sich als Ikus vorstellt. Nachdem sie ihn vor einigen Riesenameisen gerettet hat, bittet er Honoka darum, ihr auf ihrer Reise folgen zu dürfen, um mehr von der Welt zu sehen. Während ihrer Reise oder bei Nacht rezitiert Honoka Gedichte einer Schriftstellerin namens „Dana Myfree“.

## Charaktere
Honoka (火乃 香)Sie ist die Protagonistin der Geschichte. Während ihrer Aufträge führt sie ein Katana und verschiedene Pistolen bei sich. Sie ist auch unter dem Namen Sword Dancer (ソード・ダンサー) bekannt, aufgrund ihrer Anmut mit dem Katana.
Honoka hat ein ähnliches Auge wie das der Third, jedoch ist ihres blau. Sie hat nicht die Fähigkeiten der Third, jedoch kann ihr Auge Lebenszeichen aufspüren und eine Kraft erzeugen, die im Kampf verwendet werden kann. Im Anime ist sie 17, im Manga 15 Jahre alt.
Iks (イクス, Ikusu)Er ist der mysteriöse Mann, den Honoka in der Wüste antrifft. Iks hat ein ruhiges Wesen und scheint harmlos, jedoch wird er von den Third gesucht, da niemand seine Absichten kennt. Er besitzt heilerische Fähigkeiten und es wird mit der Zeit deutlich, dass er ein Außerirdischer ist, der geschickt wurde um die Erde zu beobachten.
Bogie (ボギー, Bogī)Eine KI, die als Beschützer, Berater und Unterstützung für Honoka dient. Er ist in einem Metallbehälter mit grünem Visor deponiert.
Zankan (ザンカン)Er war einer der besten Mechaniker und führte regelmäßig Reparaturen an Honokas Wüstenpanzer durch. Er reiste in einem riesigen Panzer/Kran durch die Wüste. Schließlich wurde er von einem Blue Breaker auf Grund seines Verstoßes gegen das Technos Taboo umgebracht.
Jōganki (浄眼機)Einer der Third, der sehr interessiert an Honoka ist. Er hat beachtlichen politischen Einfluss unter den Third.
Millie (ミリィ, Mirī)Ein junges Mädchen, das zusammen mit Zankan durch die Wüste zog. Sie ist lebensfroh und behandelt Honoka wie eine Schwester. Nach Zankans Tod reist sie zusammen mit Honoka.
Joey Toy (トイジョーイ, Toi Jōi)Ein Junge, den Honoka zu Beginn der Geschichte trifft. Er ist Mechaniker und möchte gerne seinem Vorbild Zankan folgen. Um dies zu schaffen, besucht er die Mechanikerschule, während er Reparaturen für Honoka durchführt.
Paifū (パイフウ)Eine Lehrerin an Millies Schule, die ein anscheinend sexuelles Interesse an Honoka hat. Während ihrer Reise mit Honoka offenbart sie, dass sie chi spüren kann. Zudem zeigt sie offenen Hass gegenüber Männern und trägt immer eine Pistole bei sich.
Leon (レオン, Reon)Ein Cyborg aus dem großen Krieg. Er ist ein Jäger, dessen Körper aus einem mysteriösen flüssigen Metall besteht und Laserstrahlen aus seinen Fingern schießen kann.

## Veröffentlichungen

### Light Novel
Die von Ryō Hoshino geschriebene und von Nao Gotō illustrierte Light-Novel-Reihe erscheint seit März 1999 im Dragon Magazine. Bisher erschienen 9 Romane, 6 Kurzgeschichten und 1 Zusatzbuch.

### Manga
Von Oktober 2005 bis Oktober 2006 wurde der Manga The Third – Sabaku no Hoshi no Apprentice Girl (ザ・サード 〜砂漠の星のアプレンティスガール〜, Za Sādo – Sabaku no Hoshi no Apurentisu gāru, dt. „The Third – Das Sternenlehrmädchen der Wüste“) von Yōichi Ariko im Manga-Magazin Dragon Age veröffentlicht und in zwei Tankōbon zusammengefasst. In Nordamerika wurde der Manga von Tokyopop lizenziert.

### Anime
Von 13. April 2006 bis 26. Oktober 2006 wurde vom Studio Xebec eine 24-teilige Anime-Serie The Third – Aoi Hitomi no Shōjo (ザ・サード～蒼い瞳の少女～, dt. „The Third – Das Mädchen mit den blauen Augen“) produziert, Regisseur war Jun Kamiya. Ausgestrahlt wurde die Serie in Japan auf dem Sender WOWOW. In Nordamerika wurde der Anime von Kadokawa Pictures USA lizenziert und von The Right Stuf International vertrieben.

#### Synchronisation
| Rolle    | japanischer Sprecher (Seiyū) |
| -------- | ---------------------------- |
| Honoko   | Megumi Toyoguchi             |
| Iks      | Daisuke Namikawa             |
| Bogie    | Unshō Ishizuka               |
| Zankan   | Masahiko Tanaka              |
| Jōganki  | Takehito Koyasu              |
| Millie   | Yūki Sakata                  |
| Joey Toy | Yūji Ueda                    |
| Paifū    | Sanae Kobayashi              |
| Leon     | Naoya Uchida                 |

#### Musik
Als Vorspanntitel wählte man Sajō no Yume (砂上の夢, dt. „Traum auf dem Sand“) von Yūko Sasaki. Als Abspanntitel verwendete man von Episode 1 bis 12 den Titel ING von Super Flying Boy (超飛行少年), für die Episoden 13 bis 24 Late Show, welches ebenfalls von Super Flying Boy stammt.